# Blount Springs
Blount Springs ist ein gemeindefreies Gebiet im Blount County im Bundesstaat Alabama in den Vereinigten Staaten.

## Geographie
Blount Springs liegt im Norden Alabamas im Süden der Vereinigten Staaten.
Nahegelegene Orte sind unter anderem Smoke Rise (4 km südwestlich), Garden City (8 km nordöstlich), Colony (8 km westlich), Trafford (10 km südlich) und Warrior (11 km südlich). Die nächste größere Stadt ist mit 212.000 Einwohnern das etwa 31 Kilometer südlich entfernt gelegene Birmingham.

## Geschichte
Der Name der Stadt leitet sich vom Namen des Countys ab. 1830 wurde ein Postamt gegründet. Schon zu dieser Zeit war die Stadt ein beliebter Ort für wohlhabende Bürger umliegender Städte, um sich Sommerresidenzen zu errichten. Prominente und Politiker residierten in den Hotels und Resorts der Stadt, wenn sie sich hier oder in der Umgebung aufhielten.
Erst als ein Feuer in einem der großen Hotels 1915 Teile der Stadt zerstörte, stoppte die Entwicklung des Ortes für einige Jahrzehnte. Der Niedergang des Ortes setzte sich fort, als die Bahnstrecke nicht mehr weiter bedient, sondern um den Ort herumgeführt wurde. Erst als in den 1980er Jahren eine Gated Community errichtet wurde, zogen wieder vermehrt wohlhabende Bürger umliegender Städte hierher.

## Verkehr
Blount Springs liegt unmittelbar am U.S. Highway 31, der hier streckenweise auf gemeinsamer Trasse mit der Alabama Satte Route 3 verläuft. Beide stellen wenige Kilometer westlich einen Anschluss an den Interstate 65 her, der über eine Länge von 1436 Kilometern von Alabama bis nach Indiana verläuft.
Etwa 40 Kilometer südlich befindet sich der Birmingham-Shuttlesworth International Airport.